# Víctor Laplace

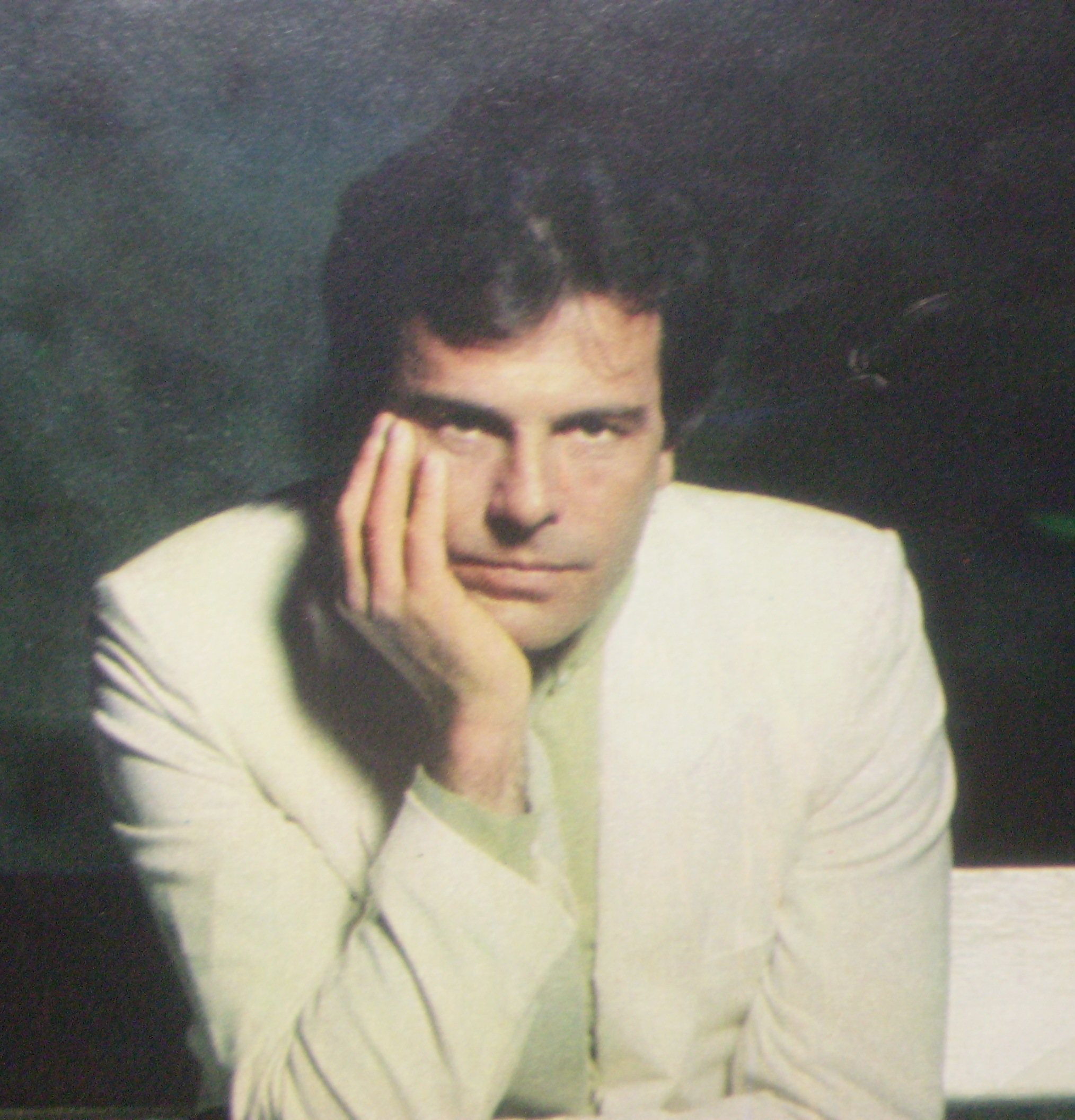
Víctor Laplace (1982)

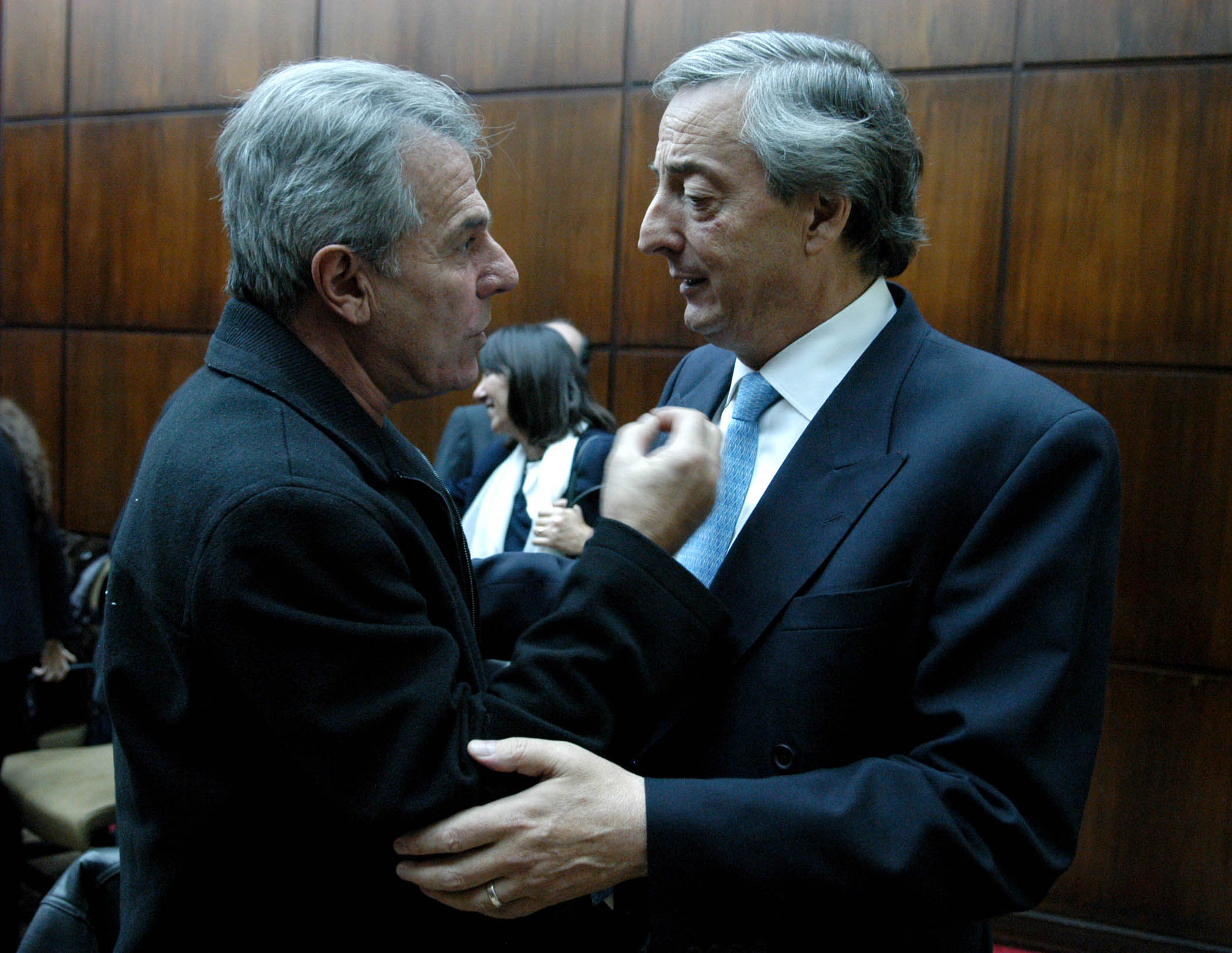
Víctor Laplace (links) en president Néstor Kirchner, 2007.

Víctor Laplace (Tandil (Buenos Aires), 30 mei 1943) is een Argentijns filmacteur, regisseur en scenarioschrijver. Hij was vanaf 1970 te zien in meer dan 80 films, onder meer in Eva Perón (1996, waar hij de rol speelt van president Juan Perón) en in Un Amor en Moisés Ville uit 2001.

## Biografie
Op 14-jarige leeftijd begon Laplace in zijn geboortestad te werken in de metallurgie. In plaats van in militaire dienst te gaan, ging hij in Buenos Aires theater studeren. Hij trad voor de eerste keer op onder leiding van Jaime Koigan, en sindsdien heeft hij vele malen opgetreden in zowel theaters als bioscopen en televisie, waarbij hij onder meer uitblonk in politiek-sociaal theater.

## Filmografie
1. Detrás del sol, más cielo (2007) - Antón
2. Angelelli, la palabra viva (2007)
3. Costo argentino (2004) (aflevering "Estado de sitio")
4. La mina (2003) - Don Sebastián
5. Mate Cosido, el bandolero fantasma (2003)
6. I love you... Torito (2001)
7. El fuego y el soñador (inédita - 2001) - Esposo de Nora
8. Casi ángeles (2000) - Dr. Tossi (aflevering "Perdidos")
9. El amor y el espanto (2000) - Carlos Daneri
10. Un amor en Moisés Ville (2000) - David adulto
11. El mar de Lucas (1999) - Juan Denevi
12. Cerca de la frontera (1999)
13. Peligro nuclear ( 1999)
14. Pozo de zorro (1998)
15. Doña Bárbara (1998)
16. Secretos compartidos (1998) - Vicente Duarte
17. Sin reserva (1997)
18. Comodines (1997) - Julio Lizarraga
19. Eva Perón (1996) - Juan Domingo Perón
20. Lola Mora (1995)
21. Historias de amor, de locura y de muerte (1994)
22. Convivencia (1994)
23. El camino de los sueños (1993)
24. La garganta del diablo ( 1993)
25. Flop (1990) - Florencio Parravicini
26. La amiga (1989) - Diego
27. Nunca estuve en Viena (1989) - Don Francisco
28. Después del último tren (1989)
29. Mamá querida (1988)
30. Extrañas salvajes (1988)
31. Chorros (1987) - Pablo Ferrán
32. Sentimientos (1987)
33. Debajo del mundo (1987)
34. Los dueños del silencio (1987) - Padre Raimundo
35. Los amores de Laurita (1986)
36. Chechechela, una chica de barrio (1986)
37. Expreso à la emboscada (1986) - Padre Cesáreo
38. Pobre mariposa (1986)
39. Te amo (1986) - Padre de Valeria
40. Sin querer, queriendo (1985) - Pédro Ávila
41. El rigor del destino (1985)
42. Flores robadas en los jardines de Quilmes (1985)
43. Los días de junio (1985) - Abaurréa
44. El caso Matías (1985)
45. Adiós, Roberto (1985)
46. Gracias por el fuego (1983)
47. No habrá más penas ni olvido (1983) - Reinaldo
48. Se acabó el curro (1983)
49. Espérame mucho (1983)
50. El poder de la censura (1983)
51. Una mujer (1975)
52. La guerra del cerdo (1975)
53. Los gauchos judíos (1974)
54. La malavida (1973) - Julio, el oriental
55. Vení conmigo (1972)
56. Operación Masacre (1972) - Carlos Lizaso
57. La Sartén por el mango (1972)
58. Disputas en la cama (1972)
59. Pájaro loco (1971)
60. Argentino hasta la muerte (1971)
61. Muerte dudosa